# عبد الوهاب بن الحسين
عبد الوهاب بن الحسين بن عبد الوهاب المهلّبي البَهْنسي، وجيه الدين، قاضي القضاة، أخذ عن العز بن عبد السلام، وصار إماماً كبيراً في الفقه. قال ابن السبكي: «كان فقيهاً أصولياً نحوياً متعبداً، ولي قضاء الديار المصرية في مصر والقاهرة والوجه البحري والوجه القبلي، وأخذ منه بعضها، وبقي حاكماً بمصر والوجه القبلي حتى توفي سنة 685هـ، وقيل 686هـ».
قال ابن السبكي: عبد الْوَهَّاب بن الْحُسَيْن بن عبد الْوَهَّاب المهلبي القَاضِي وجيه الدّين البهنسي. قَاضِي مصر أَبُو مُحَمَّد؛ كَانَ فَقِيهاً أصولياً نحوياً متديناً متعبداً؛ ولي قَضَاء الديار المصرية ثمَّ عزل عَن الْقَاهِرَة وَالْوَجْه البحري وَاسْتمرّ على قَضَاء مصر وَالْوَجْه القبلي إِلَى أَن توفّي ودرس بالزاوية المجدية بالجامع الْعَتِيق بِمصْر وتناظر هُوَ والضياء بن عبد الرَّحِيم مرّة فَصَارَ يَعْلُو كَلَامه عَلَيْهِ وَكَانَ يتأكل فِي كَلَامه وَيدل بفضله؛ وَحكي أَن بعض الطّلبَة جلس بَين يَدَيْهِ وَقَالَ لَهُ انْظُر فِي أَمْرِي لي أَربع سِنِين فِي هَذَا الْموضع وحفظت أَرْبَعَة كتب وجامكيتي أَرْبَعَة دَرَاهِم وَكسر الْهَاء فِي الْجَمِيع فَقَالَ لَهُ يَا فَقِيه من بنى أربعتك على الْكسر؛ وحضر عنده الشيخ شهاب الدين القرافي مرة وقت التدريس وهو يتكلم في الأصول فشرع القرافي يناظره والوجيه يعلو بكلامه عليه فقام طالب يتكلم بينهما فأسكته الوجيه وقال له فروج يصيح بين الديكة.
قال الذهبي: ولي شطر قضاء الديار المصرية، ثم عزل بابن الخويّي، كان من كبار الأئمة في الفقه، معدودا من الأذكياء. توفي في جمادى الآخرة.
قال ابن حجر: ‌عبد ‌الوهاب ‌بن ‌الحُسَيْن المهلبي، وجيه الدين ابن أقضى القضاة سديد الدين أبي علي بن أبي القاسم عبد الوهاب بن بركات بن علي بن غياث بن قاسم بن المهلب بن أبي صُفرة. كذا نسبه بعض الناس، وَقَدْ سقط بَيْنَ قاسم والمهلب أكثر من ثلاثة عشر أباً، إن كَانَ المهلب المشهور. وإن كَانَ آخر يسمى المهلب فلا سقط، وقد وجد من يوافق المهلب المشهور فِي اسمه وَفِي كنية والده، وهو شيخ ابن بطال شارح البخاري.
قال السيوطي: وولي وجيه الدين ‌عبد ‌الوهاب ‌بن ‌الحسين البهنسي قضاء الديار المصرية، ثم عزل عن القاهرة والوجه البحري، واستمر على قضاء مصر والوجه القبلي، إلى أن توفي سنة خمس وثمانين.

## حياته
قال ابن حجر: ولد القاضي وجيه الدين فِي ... واشتغل بمصر عَلَى جماعة، واجتمع بالقاضي عناد الدين السكري فِي أواخر أيامه، وَعَلَى البهاء ابن بنت الجميزي. وأخذ عن الزكي عبد العظيم بمصر، وأخذ بدمشق عن ابن الصلاح، وابن عبد السلام، ثُمَّ رجع إِلَى مصر فدرس بالمجدية، وهو مكان وقفه مجد الدين المهلبي عَلَى من يدرس بمكان معين بجامع عمرو بن العاص. وَكَانَ لَهُ يوم جلوسه محفل عظيم. وَكَانَ يُلقى فِيهِ بعد الدرس العام درساً فِي أصول الدين، اتباعاً لشرط واقفه، وَكَانَ أتقن الأصلين عَلَى طريقتي الإمام فخر الدين والسيف الامدي، أخذهما عن الأفضل الخونجي والحسن وشاهين.
وكان رفيع القدر عند القاضي تاج الدين ابن بنت الأعز وغيره، مشاراً إِلَيْهِ فِي الأمور، يرجع إلى رأيه فِي النقض والإِبرام فِي المهمات. وَكَانَ مع ذَلِكَ متواضعاً. فباشر أموره بنفسه مع إكبابه عَلَى الاشتغال والمباحثة والاستفادة.
قال: وَكَانَ لا يشق غباره، ولا يتوقع عثاره. وتولى مشيخة ميعاد علاء الدين الضرير بمصر.
ويدل عَلَى جلالة قدره، عظمة من تخرج بِهِ من الفضلاء؛ كالعَلَم العراقي والعلم
السمنودي، والعِزّ ابن السيف، والعلم ابن الصيفي القمني، والكمال عبد الغني والظهير يحيى، وابن الرفعة، والطبقة الَّتِي بعد هؤلاء كالزين ابن البياع والفلك ابن بن السكري، والعماد المهلبي والقطب البياني وغيرهم والطبقة الأخيرة. وَلَمْ يكن أحد ممن يوازيه فِي السن أكثر اشتغالاً منه. قطع عمره بَيْنَ قراءة وإقراء.
وولي الحكم فِي هر رمضان سنة ثمانين وستمائة، أَوْ فِي أواخر شعبان بعد وفاة ابن رزين مباشرة دون سنة. ثُمَّ استعفى من قضاء القاهرة وَمَا معها فِي رجب سنة إحدى وثمانين لسكناه بمصر ومشقة الركوب عَلَيْهِ، واستمر عَلَى قضاء مصر إِلَى أن مات فِي جمادى الآخرة سنة خمس وثمانين وستمائة.

## شيوخه
1. اجتمع بالقاضي عناد الدين السكري فِي أواخر أيامه.
2. وَعَلَى البهاء ابن بنت الجميزي.
3. وأخذ عن الزكي عبد العظيم بمصر.
4. وأخذ بدمشق عن ابن الصلاح، وابن عبد السلام.
5. الأفضل الخونجي.
6. الحسن وشاهين.[3]

## تلاميذه
1. العَلَم العراقي.
2. العلم السمنودي.
3. العِزّ ابن السيف.
4. العلم ابن الصيفي القمني.
5. الكمال عبد الغني.
6. الظهير يحيى.
7. ابن الرفعة.
8. الطبقة الَّتِي بعد هؤلاء كالزين ابن البياع.
9. الفلك ابن بن السكري.
10. العماد المهلبي.
11. القطب البياني وغيرهم والطبقة الأخيرة.[3]

## وفاته
توفي بمصر في جمادى الآخرة سنة خمس وثمانين وستمائة.